# Терра прета
Терра прета (от португальского — terra preta, terra preta do indio — чёрная земля, чёрная земля индейцев) — искусственные (антропогенные) почвы на основе низкотемпературного активированного древесного угля. Открыты археологами в бассейне Амазонки (Бразилия) (Terra preta do indio) и в других регионах земного шара. В настоящее время производятся промышленным и кустарным способом для повышения плодородия и оздоровления растений.
Существуют биотехнологии для производства почв и компостов типа терра прета (Terra preta nova). В качестве сырья для производства терра прета могут быть использованы нейтрализованные с помощью этих технологий фекалии животных и человека.
Как исторические, так и современные почвы типа терра прета отличаются высоким содержанием активированного древесного угля и компоста. Исторические почвы содержат, кроме того, осколки керамики, костей человека и животных. К естественным чернозёмам почвы терра прета отношения не имеют.

## Распространение
Основные места распространения исторических антропогенных почв типа терра прета находятся в областях с подсечно-огневым земледелием: в Южной Америке (Бразилия, Колумбия, Эквадор, Французская Гвиана) — земельные участки площадью до 154 км², в Африке (Гана, Сьерра-Леоне, Либерия, Гвинея), Юго-Восточной Азии (Индонезия), а также в Европе (Германия, Швеция).,
Исторические почвы терра прета были созданы в течение многих веков и интенсивно используются до сих пор.
Возникновение терра прета в бассейне Амазонки датируется между 700 и 1000 г. н. э. Некоторые участки датируются до начала нашей эры. По экстраполяции на основе доказанных запасов, более десяти процентов поверхности бассейна Амазонки могут быть покрыты терра прета. Отсюда делается вывод, что эти антропогенные почвы могли прокормить от пяти до десяти миллионов человек.
Современные почвы терра прета нова создаются как промышленным, так и кустарным способом во многих странах Европы, Северной и Южной Америки с целью изучения и использования для производства сельскохозяйственной продукции.

## Открытие и гипотезы возникновения
Испанский конкистадор Франсиско де Орельяна, в 1541-42 первым из европейцев сплавившийся по Амазонке, сообщает об Эльдорадо — густонаселенных прибрежных районах, городах с многотысячным населением. Эта цивилизация не оставила после себя архитектурных памятников, возможно потому, что для строительства использовалась древесина, сгнившая за последующие несколько веков из-за влажного климата. Амазонская цивилизация процветала до 1540 гг. и была уничтожена, предположительно, эпидемией оспы, занесенной европейцами. Орельяна сообщает и о терра прета, как источнике благосостояния в Амазонии. ,
В XIX в. территории с терра прета (Terra preta do indio) были переоткрыты португальцами. Они были малозаселены, местные жители вели примитивное земледелие. Плодородная почва, толщина которой доходила до 2 м, вывозилась в густонаселенные районы Атлантического побережья Бразилии, был налажен экспорт терра прета.
Археологические исследования Terra preta do indio не только подтвердили гипотезу искусственного возникновения плодородной почвы в бассейне Амазонки, ученые-археологи и почвоведы сумели также восстановить способ производства терра прета. Из гигантских древесных стволов в закрытых ямах выжигался древесный уголь (био-уголь), обладавший высокой пористостью — один объем древесноугольной крошки впитывает в себя до 3-4 объемов воды. В огромных (до 2 м в высоту), помещенных в землю керамических сосудах остатки жизнедеятельности человека и животных (не только фекалии, но и кадавры) пересыпались древесно-угольной крошкой (до 10 % по объему) и обломками керамики. Без доступа воздуха биомасса силосовалась в течение года. Через год содержимое сосудов, заквашенное микроорганизмами, переносилось еще на один год на открытый воздух. Кучи полученного силоса заселялись дождевыми червями, которые превращали биомассу в готовое органическое удобрение.
Для сравнения приведем способ производства терра прета славянским племенем вендов (полабские славяне), которые жили в X-XII вв. на правом берегу нижней Эльбы. Венды выжигали древесный уголь из хвороста в относительно небольших (до 3 м в диаметре) и неглубоких открытых конусообразных ямах. Силосование органических отходов земледелия и рыболовства, перемешанных с древесно-угольной крошкой и обломками керамики, производилось в ямах под слоем земли. Таким же образом компостируют органику некоторые реликтовые этносы в современной Африке.

## Свойства
Как исторические, так и современные, созданные индустриально или кустарным способом, терра прета прекрасно адсорбируют и сохраняют влагу, обладают повышенным содержанием азота, фосфора, калия, различных микроэлементов. Бактерии, населяющие микропоры древесно-угольной крошки, не только повышают плодородие искусственной почвы, но и оздоровляют корневую систему выращиваемых растений.

## Современное производство
В настоящее время на ряде предприятий освоено промышленное производство terra preta nova по своим свойствам схожее с оригинальной terra preta do indio. Основой производства служит получение активированного древесного угля в пиролизных (гидролизных) реакторах. Полученным древесным углем, с применением эффективных микроорганизмов, нейтрализуются (силосуются) фекалии с животноводческих ферм. Ферментированная биомасса перемешивается с соломой, листвой или измельченной древесиной и компостируется на воздухе. Готовый компост используется в качестве органического удобрения. Все большее распространение находит т. н. жидкая терра прета, получаемая при разведении водой компоста, полученного из нейтрализованных тонко измельченным древесным углем фекалий животных, смешанных с соломой.
Большой интерес к кустарному производству терра прета и её применению в приусадебных хозяйствах и на дачных участках проявили садоводы Германии, Австрии и Швейцарии. Древесный уголь производится в небольших пиролайзерах закрытого или открытого типа. Первичная биомасса силосуется по методу бокачирования.
Не только в Германии, но и в России делаются успешные опыты по прямому получению терра прета в процессе натурального (природного) земледелия, минуя этап силосования. С целью повышения плодородия, почва мульчируется опилками или измельченной древесиной, на газонах оставляется скошенная трава. После этого опытный участок поливается суспензией из воды и тонко измельченного древесного угля. Затем производится регулярный полив раствором эффективных микроорганизмов (ЭМ) или аэрированным компостным чаем (АКЧ). Древесный уголь, используемый в кузнечном деле или для гриля, для производства терра прета (ввиду низкой пористости), не подходит. Пористый древесный уголь часто называется био-углем потому, что он производится из растительного сырья — дерева, сухих стеблей и кукурузных початков, соломы, шелухи, жома и даже навоза (влажностью не более 50 %). Поры био-угля легко заселяются микроорганизмами, способными нейтрализовать органические отходы жизнедеятельности человека и домашних животных и положительно влияющими на плодородие почвы.

## Научные исследования
Первые научные описания терра прета появились в работах антропологов и географов, с середины XX века к исследованиям подключились почвоведы. С конца 90-х исследования терра прета, в особенности терра прета нова переживают небывалый подъём.
Вот далеко не полный список успешных научно-исследовательских и практических проектов, посвященных терра прета: Terra Preta Wageningen , Climacarbo, Terra BoGa, das Ithaka Institut. Широкомасштабный полевой эксперимент, целью которого является ускоренное (2-3 года) почвообразование по методу терра прета на песчаных пустошах, проводится в Вендланде (Нижняя Саксония, ФРГ)..

## Перспективы производства и применения
Терра прета не только прекрасно удерживает влагу, но и связывает атмосферный углекислый газ, который поглощается бактериями, населяющими микропоры древесного угля. Усилия ученых, земледельцев-практиков и производителей терра прета регулярно освещаются в средствах массовой информации из-за возможного вклада в решение проблем глобального потепления и продовольственной безопасности. Необходимый для терра прета древесный уголь предполагается производить из отходов лесной промышленности и сельского хозяйства. Предлагается также использовать для получения древесины специальные лесопосадки, которые вырубают раз в 4-6 лет и живые изгороди, которые стригут ежегодно.
В качестве одного из возможных источников сырья для производства терра прета рассматривается применение нейтрализованных древесным углем фекалий животных и человека.
Несмотря на сравнительно высокую стоимость, терра прета с успехом используется любителями домашних растений и приверженцами урбанного растениеводства.